# Église Saint-Pierre d'Appoigny
Pour les articles homonymes, voir Église Saint-Pierre.
L'église Saint-Pierre est une ancienne collégiale située à Appoigny dans le département de l'Yonne, en France classée au titre des monuments historiques en 1875.

## Historique
La construction de la collégiale fait suite à la fondation de chanoines par Guillaume de Seignelay, évêque d'Auxerre (1207-1220) qui sera par la suite évêque de Paris. L'ensemble de l'édifice est voûté sur croisées d'ogives. Le chevet et le transept sont à deux étages. La nef est à trois étages avec triforium. 
La haute tour carrée est du XVIe siècle. Le jubé qui a été construit de 1606 à 1610 est un don de l'évêque d'Auxerre, François de Donnadieu ; ce jubé, qui forme trois grandes arcades limitées par des pilastres cannelés et décorés dans les écoinçons de figures d'anges, est classé au titre du mobilier.